# Solar Opposites
Solar Opposites är en amerikansk animerad komediserie vars första säsong hade premiär den 1 april 2020. Första säsongen bestod av åtta avsnitt. Den fjärde säsongen hade premiär den 14 augusti 2023 och består 14 avsnitt. Serien har fått kontrakt för en femte säsong. Serien är skapad av Mike McMahan och Justin Roiland som även medverkat i skrivandet av seriens manus.

## Handling
Serien kretsar kring en familj bestående av fyra utomjordingar som flyr sin exploderande planet och kraschlandar i ett inflyttningsklart hem i den amerikanska förorten. Men familjens åsikter kring jorden går isär.

## Rollista i urval
- Justin Roiland
- Dan Stevens
- Thomas Middleditch
- Sean Giambrone

- Christina Hendricks
- Andy Daly
- Alfred Molina
- Sterling K. Brown
- Sutton Foster

- Kieran Culkin
- Christopher Meloni
- Carlos Alazraqui
- Clancy Brown